# Kurów
Kurów är en by i södra Polen med omkring 2 800 invånare (2005). Den ligger i Lublins vojvodskap vid floden Kurówka.
Under perioden 1431 till 1442 åtnjöt orten stadsrättigheter enligt Magdeburgisk lag.

## Kända personer
- Wojciech Jaruzelski, president (föddes i Kurów)